# Psicula heterogama
Psicula heterogama är en skalbaggsart som beskrevs av Pierre Lesne 1941. Psicula heterogama ingår i släktet Psicula och familjen kapuschongbaggar. Inga underarter finns listade i Catalogue of Life.